# Dansmeesterviool

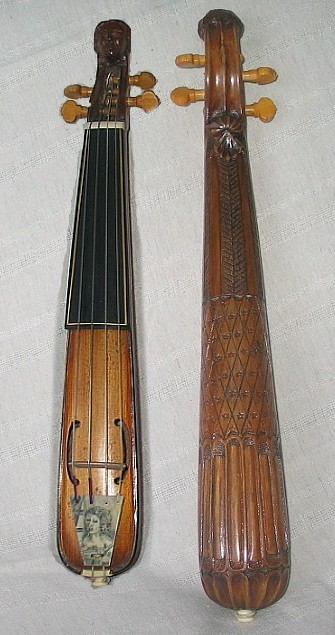
Een moderne replica van een dansmeesterviool, voor- en achterzijde

De dansmeesterviool is een viool met een langwerpige klankkast. Daarmee is het een buitenbeentje in de vioolfamilie. Het instrument is wel even lang als een viool of zelfs nog iets langer: 35 à 40 cm.

## Gebruik
Het instrument werd in de zeventiende en achttiende eeuw gebruikt door dansmeesters. Dit instrument stelde hen in staat tegelijk de dansmelodie te spelen en de passen voor te doen. Omdat het instrument kan worden meegedragen in een jaszak, wordt het ook wel zakviool of pochette genoemd. Het was daarom ook populair bij straatmuzikanten.
Net als de viool heeft de dansmeesterviool vier snaren, die in kwinten worden gestemd. Vanwege de kleine klankkast klinkt het instrument tamelijk zacht.
Op het eind van de achttiende eeuw raakte het instrument in onbruik. Een van de zeldzame twintigste-eeuwse gebruikers was de clown Grock, die tijdens zijn optredens regelmatig op een dansmeesterviool speelde. Het instrument is tegenwoordig bijna uitsluitend in gebruik bij ensembles in het oudemuziekcircuit.